# Colangia jamaicaensis
Espèce
Statut CITES
Colangia jamaicaensis est une espèce de coraux appartenant à la famille des Caryophylliidae.